# Communauté de communes Avre Luce Moreuil
Die Communauté de communes Avre Luce Moreuil (CCALM) war ein französischer Gemeindeverband mit der Rechtsform einer Communauté de communes im Département Somme in der Region Hauts-de-France. Sie wurde am 4. Dezember 1992 gegründet und umfasste 23 Gemeinden. Der Verwaltungssitz befand sich im Ort Moreuil.

## Historische Entwicklung
Der Gemeindeverband wurde am 1. Januar 2017 mit der Communauté de communes du Val de Noye zur neuen Communauté de communes Avre Luce Noye zusammengeschlossen.

## Ehemalige Mitgliedsgemeinden
1. Arvillers
2. Aubercourt
3. Beaucourt-en-Santerre
4. Berteaucourt-lès-Thennes
5. Braches
6. Cayeux-en-Santerre
7. Contoire
8. Démuin
9. Domart-sur-la-Luce
10. Fresnoy-en-Chaussée
11. Hailles
12. Hangard
13. Hangest-en-Santerre
14. Ignaucourt
15. La Neuville-Sire-Bernard
16. Le Plessier-Rozainvillers
17. Le Quesnel
18. Mézières-en-Santerre
19. Moreuil
20. Morisel
21. Pierrepont-sur-Avre
22. Thennes
23. Villers-aux-Érables